# انریکه ایگلسیاس
انریکه میگل ایگلسیاس پریسلر (اسپانیایی: Enrique Miguel Iglesias Preysler‎؛ زادهٔ ۸ مه ۱۹۷۵) خواننده و ترانه‌سرای اسپانیایی است. او فرزند خواننده خولیو ایگلسیاس و مجری ایزابل پریسلر است و فعالیت در عرصهٔ موسیقی را در اواسط دهه ۱۹۹۰ در ناشر مستقل مکزیکی فونوویزا آغاز کرد و به پرفروش‌ترین هنرمند اسپانیایی‌زبان دهه تبدیل شد. نخستین آلبوم او، انریکه ایگلسیاس (۱۹۹۵)، جایزهٔ گرمی بهترین آلبوم پاپ لاتین را کسب کرد و سپس برای زیستن (۱۹۹۷) و چیزهایی از عشق (۱۹۹۸) نامزد دریافت این جایزه شد. در آغاز دههٔ ۲۰۰۰، او با تعدیل سبک موسیقی به منظور جلب شنودگان بیشتر، موفقیت بیشتری را در بازار انگلیسی‌زبان به دست آورد. او سپس قرارداد ضبط چند آلبوم به مبلغ ۶۸ میلیون دلار با گروه موسیقی یونیورسال امضا کرد.
ایگلسیاس با فروش تخمینی بیش از ۷۰ میلیون از آثارش، یکی از پرفروش‌ترین هنرمندان موسیقی لاتین در سراسر جهان است. پنج تک‌آهنگ او در میان پنج‌تای برتر بیلبورد هات ۱۰۰ قرار گرفته و دو تک‌آهنگ «بایلاموس» (۱۹۹۹) و «با تو باشم» (۲۰۰۰) از او در صدر جدول این جدول قرار گرفتند. تا اکتبر ۲۰۲۰، ایگلسیاس در جدول بهترین هنرمندان تمام‌لاتین مقام اول را دارد. او ۱۴ تک‌آهنگ شماره یک در ترانه‌های رقص بیلبورد به ثبت رسانده که بیش از هر هنرمند مرد دیگری است. از او با عنوان افتخاری پادشاه پاپ لاتین یاد می‌شود. در ۲۰۱۶، مجلهٔ بیلبورد او را چهاردهمین هنرمند کلوپ رقص در تمام دوران معرفی کرد. افتخارات او شامل پنج جایزهٔ موسیقی بیلبورد، هشت جایزهٔ موسیقی آمریکا و یک جایزهٔ گرمی می‌شود.

## ابتدای زندگی

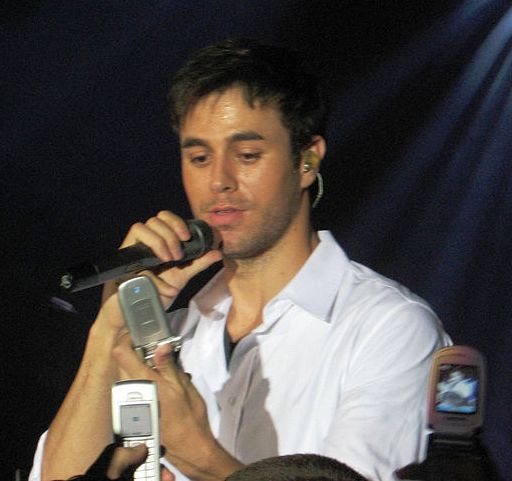
انریکه میگل ایگلسیاس پریسلر

کم اتفاق می‌افتد که بچه‌های خوانندگان معروف بتوانند از زیر سایهٔ سنگین والدین شان بیرون بیایند و بدون کمک آن‌ها در عالم موسیقی شهرتی به هم بزنند. اما این گفته «گیرم پدر تو بود فاضل از فضل پدر تو را چه حاصل» استثنا هم دارد. این استثناء از جنس اسپانیایی است. داستان از این قرار است که انریکه وقتی برای اولین بار پشت میکروفون رفت هیچ‌کس نمی‌دانست که این جوان با خالی کوچک در صورتش، پسر خولیو ایگلسیاس، خوانندهٔ معروف اسپانیایی است، به خصوص از این جهت که پسر اوایل برای اینکه سایهٔ پدر بر روی سرش سنگینی نکند، وی را منکر می‌شد. انریکه پسر خوانندهٔ معروف اسپانیایی خولیو ایگلسیاس و روزنامه‌نگار فیلیپینی، ایزابل پریسلر است. او در مادرید اسپانیا به دنیا آمد و والدین او وقتی سه ساله بود، از هم جدا شدند. تا زمانی که پدربزرگش دکتر خولیو ایگلسیاس پوگا به دست افراد اتا باسک ربوده شد. هر چند که پدربزرگ دست آخر به سلامت نجات پیدا کرد اما همین آدم‌ربایی موجب شد تا مادرشان آن‌ها را برای امنیت بیشتر نزد پدر به آمریکا در میامی، فلوریدا بفرستد تا با پدر خود زندگی کند. این نقل مکان باعث شد تا انریکه عملاً در سه فرهنگ مختلف اروپایی، آمریکایی و هیسپانیک بزرگ شود که همین امر بعدها هم در موسیقی او رد پای خود را به جای گذاشت. با این حال پدرش به ندرت در خانه بود و او توسط دایه‌ای به نام الویرا الیوارس پرورش یافت؛ و به مادر خود در هر تابستان سر می‌زد.
در میامی، ایگلسیاس از نعمت و تجمل فرزند یک میلیونر بودن لذت می‌برد ولی بعدها ذوق و قریحهٔ خود را برای چیزهای ساده‌تری توسعه داد، حقیقتی که بعدها نمای کنسرت او را با ظاهر شدن در البسهٔ ساده مانند تی شرت‌های نخی سپید و جین جلوه‌گر شد.
بعداً در طول زندگی‌اش فهمید که او با یک ناهنجاری مادرزادی نادر معروف به راست‌قلبی (برخی از اعضای اصلی بدن مانند قلب در طرف مخالف بدن از حالت عادی قرار دارند) متولد شده‌است.

## آغاز فعالیت
اولین قدم‌های انریکه برای پا جای پای پدر گذاشتن در زمان نوجوانی شروع شد، نوشتن ترانه و بعد هم قرار گرفتن پشت میکروفون، البته بدون اینکه والدینش بویی از آن ببرند.
در هنگامی که در دانشگاه میامی، مشغول به تحصیل در رشتهٔ مدیریت بازرگانی بود، تصمیم گرفت حرفهٔ موسیقی خود را دنبال کند اما فاقد سرمایهٔ لازم برای ضبط یک نمونهٔ نوار بود. چون خواسته بود که بلند پروازی خود را از خانواده‌اش پنهان نگه دارد از دایه خود، الیوارس، ۲۰۰۰ دلار قرض کرد. نیمهٔ اول دههٔ ۹۰ پر بود از اجراهای فراوان در استودیوهای مختلف برای تهیه‌کنندگان موسیقی. آزمایش خوانندگی او را، مدیر برنامهٔ آیندهٔ او، فرمن مارتینز انجام داد و دو ترانهٔ نمونه را ضبط کرد البته نه با نام واقعی بلکه با نام مستعار «انریکه مارتینز». فرمن مارتینز تحت تأثیر کار انریکه قرار گرفت. این دو ترانهٔ نمونه او را برای شرکت‌های مختلف ضبط فرستادند. ماه‌ها بعد، ایگلسیاس قرار دادی با فونوویزا امضاء کرد و سپس به تورنتو، کانادا رفت تا به دور از هر هیاهو و جنجالی اولین آلبوم جدی خودش را آن هم با نام واقعی اش در کمال گمنامی ضبط کند.

## اولین آلبوم
حاصل کار بعد از پنج ماه، در قالب یک آلبوم به نام انریکه ایگلسیاس که شامل ده ترانه به زبان اسپانیایی بود، در سال ۱۹۹۵ به بازار آمد.
نتیجه باورنکردنی بود، در عرض سه ماه بیش از یک میلیون نسخه از سی‌دی به فروش رفت و اولین ترانهٔ آلبوم با نام Si Tu Te Vas به سرعت در بازار موسیقی کشورهای اسپانیایی زبان، تبدیل به ترانهٔ روز آن زمان شد.

## جایزهٔ گرمی در دستان انریکه
انریکه با دومین آلبوم به نام زیستن که سه سال بعد از آلبوم اول، یعنی در سال ۱۹۹۸ به بازار آمد، و همچنین فروش بالای آن، انریکه ثابت کرد که تنها به واسطهٔ نام خانوادگی اش به محبوبیت نرسیده‌است، بلکه این صدا و ترانه‌های اوست که به دل هوادارانش می‌نشیند. فروش بیش از پنج میلیون سی‌دی فقط در هفتهٔ اول انتشار هم مهر تأییدی بود بر این ادعا.
آلبوم دوم که همانند آلبوم اول به زبان اسپانیایی بود، توانست راه خودش را در بازار موسیقی آمریکا هم باز کند. دیگر زمان آن فرا رسیده بود که انریکه روانهٔ اولین تور دور دنیای خودش شود، توری که هم اسم خود آلبوم بود و در ۱۳کشور از آمریکای جنوبی گرفته تا آسیا و اروپای جنوبی برگزار شد.
هنوز موفقیت‌های آن سال تکمیل نشده بود. بردن جایزهٔ گرمی برای بهترین اجرای پاپ لاتین در همان ابتدای کار انصافاً دلگرمی خوبی برای انریکهٔ جوان به‌شمار می‌رفت. دلگرمی ای که آن قدر قوی بود که در همان سال انریکه سومین آلبوم خودش را به نام چیزهایی از عشق بیرون داد.

## آهنگ معجزه‌گر
در سن ۲۳ سالگی انریکه ایگلسیاس در دنیای موزیک لاتین اسطوره بود اما هنوز راه موفقیتش را در سطح بین‌المللی پیدا نکرده بود تا اینکه یک ملاقات تصادفی مسیر حرفهٔ کاری اش را عوض کرد. انریکه، ویل اسمیت (بازیگر مشهور آمریکایی) را در امریکن موزیک اواردز ملاقات کرد. البته قبل از آن ویل اسمیت به یکی از کنسرت‌های انریکه رفته بود و تحت تأثیر اجرای فوق العادهٔ وی قرار گرفت. اون دربارهٔ پروژهٔ فیلمش به اسم «غرب وحشی وحشی» با او صحبت کرد و گفت که می‌خواهد برای فیلمش موسیقی متن بسازد. آن موقع انریکه یک آهنگ به نام بایلاموس داشت که به انگلیسی برای آلبوم جدیدش با نام انریکه ضبط کرده بود. اسمیت از انریکه خواست که بایلاموس را برای فیلمش جور کند. انتشار ترانهٔ بایلاموس از همین آلبوم در فیلم «غرب وحشی وحشی» نقطهٔ اوج کارنامهٔ هنری انریکه بود.
بایلاموس در واقع اولین ترانه‌ای بود که انریکه به زبان انگلیسی می‌خواند که سریعاً همه جا را فرا گرفت و آن چنان به مذاق طرفدارانش خوش آمد که مستقیم در مکان اول چارت موسیقی آمریکا جای گرفت و این آهنگ دروازهٔ موفقیت را برای انریکه به سمت دنیایی جدید باز کرد و نام انریکه را در کشورهای اروپایی مثل آلمان و انگلستان و همین‌طور آسیا بر سر زبان‌ها انداخت.

## اولین ترانه‌ها به زبان انگلیسی
کم‌کم قرارداد انریکه با شرکت «فونوویزا» رو به پایان بود و خیلی از شرکت‌های دیگر منتظر اشارهٔ کوچکی از سوی این خوانندهٔ جوان و موفق بودند تا پای امضای قرارداد با آن‌ها بنشیند. اما مهم‌ترین چیز برای انریکه همچنان خواندن به زبان اسپانیایی بود، زیرا که او به هیچ عنوان نمی‌خواست تنها به زبان انگلیسی ترانه‌هایش را اجرا کند.
با تمام این اوصاف، سال ۱۹۹۹ اولین آلبوم انگلیسی زبان انریکه به بازار آمد. آلبومی با ۱۴ ترانه که هم اسم خود خواننده بود: انریکه. روی جلد این آلبوم تصویر چهرهٔ انریکه دیده می‌شد که تی‌شرت سادهٔ طوسی رنگی به تن داشت. این تصویر ساده و انتخاب اسم انریکه برای آلبوم، انگار نوید انریکهٔ جدیدی را می‌داد که قدم به دنیای موسیقی انگلیسی زبان گذاشته‌است.
با ترانهٔ دوم همین آلبوم به نام با تو باشم، انریکه برای بار دوم، رده اول چارت موسیقی آمریکا را به خودش اختصاص داد.
آهنگ‌های با تو باشم و ریتم الهی به همراه بایلاموس به صدر چارت‌های آمریکا رسیدند و باعث شدند که اولین آلبوم انگلیسی انریکه یک موفقیت بزرگ باشد و بیش از ۱۰ میلیون نسخه فروش کرد و آلبوم انریکه تماماً موفقیت به همراه داشت، هم از لحاظ تجاری و هم هنری؛ که حرفهٔ کاری انریکه را متحول کرد و او را از یک ستارهٔ لاتین به ابر ستاره‌ای بین‌المللی بدل کرد.
البته باز هم این باعث نشد تا او از زبان اسپانیایی دل بکند و چند ترانه از ترانه‌های همان آلبوم را به این زبان بازخوانی کرد.
در این آلبوم انریکه ترانه‌ای را به نام «می‌توانم این بوسه را همیشه داشته باشم» به همراه ویتنی هیوستون (اسطورهٔ موسیقی آمریکا) اجرا کرد که در واقع به نوعی از لحاظ اجرا منحصر به فرد بود، زیرا این دو خواننده بدون این که همدیگر را دیده باشند این ترانه را ضبط کردند، انریکه در لس آنجلس و ویتنی هیوستون در هامبورگ!
با انتشار این آلبوم انریکه بیش از پیش مشهور شد. با این حال شهرت چیزی است که به گفتهٔ خودش هیچ‌گاه او را تحت تأثیر قرار نداده، هرچند که با آن بزرگ شده‌است. در هر حال داشتن پدری به نام خولیو ایگلسیاس باعث می‌شود تا دور و بر شما همیشه چند خبرنگار پرسه بزنند!
روند موفقیت‌های انریکه هم چنان و با هر آلبومی که منتشر می‌کرد ادامه داشت. او به خوبی توانسته بود خودش را از زیر بار اسم پدر بیرون بکشد و به تنهایی جای خود را در بین خواننده‌های مطرح و موفق روز تثبیت کند. هرچند که به گفتهٔ خودش بعد از این که جایزهٔ گرمی را برد همه از مقایسه کردن او با پدرش دست کشیدند و به جای آن، انریکه را به چشم رقیبی برای خولیو دیدند. این برداشت از نظر پسر کاملاً بی‌معنا بود، چون که در هر حال مهم‌تر از همهٔ این‌ها در نظر انریکه خود موسیقی است.

## آلبوم شگفتی‌ساز

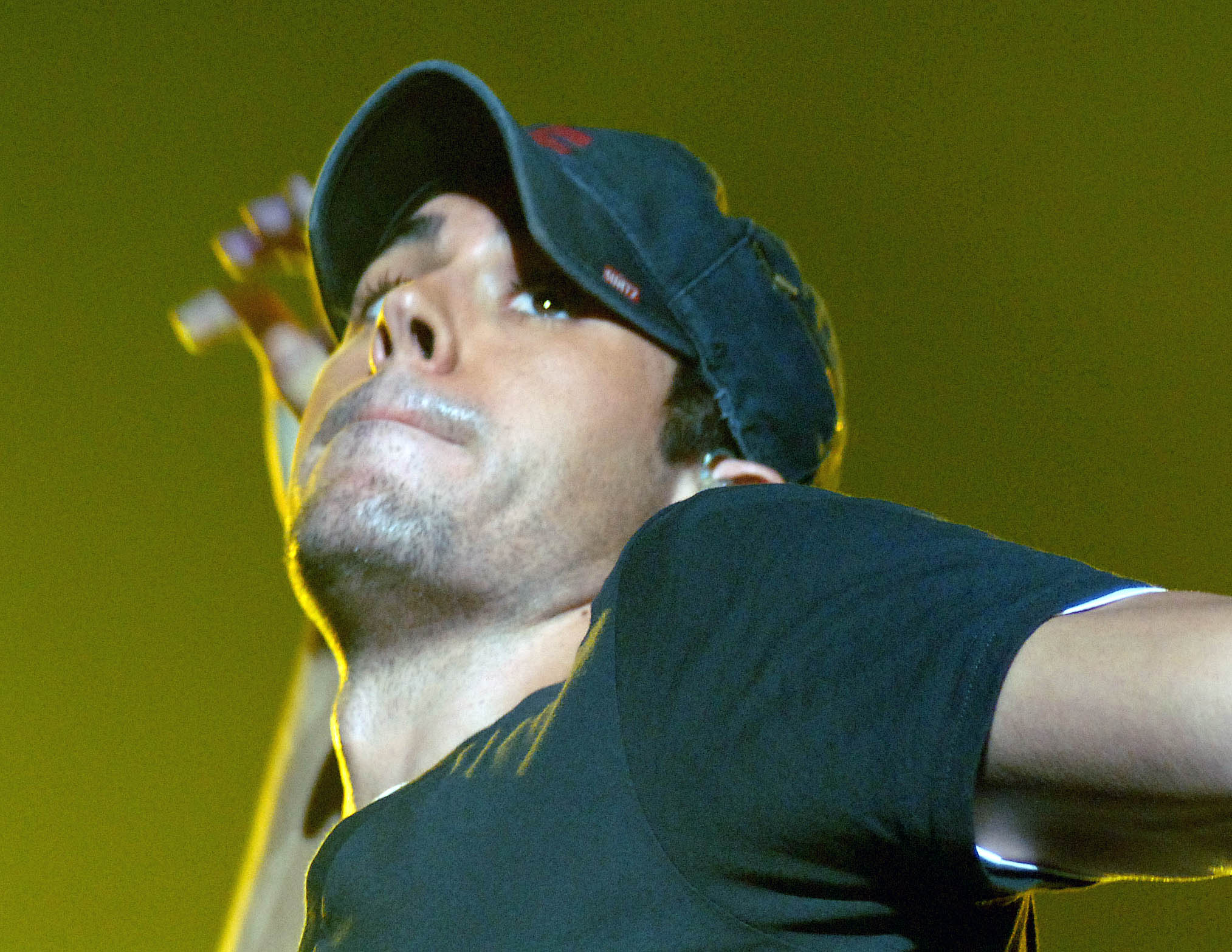
انریکه ایگلسیاس، ویلنیوس، لیتوانی

این موفقیت فشارها را برای ساختن آلبوم جدید انریکه به نام گریز زیاد کرد. با وجود آهنگ‌های شماره یک انریکه برای ساختن بهترین آلبومش خیلی وسواس به خرج می‌داد، غرق کارش بود و از همیشه بیشتر می‌نوشت.
آلبوم ۶ ماه دیرتر در سال ۲۰۰۱ به بازار آمد اما هیچ آهنگ جدیدی به آن اضافه نشده بود و توانست ۱۲ میلیون نسخه بفروشد. این بار انریکه هوادارانش را با ملودی‌هایی که کمی رنگ و بوی راک داشت غافلگیر کرد و نشان داد که نمی‌توان او را تنها به چشم یک نمایندهٔ موسیقی سبک لاتین در نظر گرفت، بلکه آهنگ‌ها و سبک موسیقی او به خوبی قد و قوارهٔ یک خوانندهٔ جهانی پاپ را دارد. تک‌خال این آلبوم ترانهٔ قهرمان بود، کمپانی ضبط تصمیم گرفت که هیرو را اولین تک‌آهنگ آلبوم کند و این آهنگ را ۳ سپتامبر ۲۰۰۱ منتشر کند اما درست یک هفته بعد تراژدی ۱۱ سپتامبر اتفاق افتاد و آهنگ قهرمان به سرودی برای عزاداران آمریکا بدل شد. جایی که انریکه با سوز و گداز خاص صدایش می‌خواند. به گفتهٔ انریکه: «آهنگ و موزیک میتونه دیدگاه مردم رو عوض کنه و اونا رو در شرایط سخت نجات بده یا حتی در دوران شادی میتونه اونا رو خوشحال تر کنه موزیک میتونه خیلی قدرتمند باشه.»

## تجربه‌های جدید
هشتمین آلبوم انریکه بی‌خواب نام دارد که به معنای کسی است که از بی‌خوابی رنج می‌برد. ظاهراً خود انریکه هم سر تهیهٔ این آلبوم حسابی بی‌خوابی کشیده بود، زیرا این آلبوم بعد از شش ماه کار استودیویی بدون وقفه در سال ۲۰۰۷ به بازار آمد و تهیه‌کننده‌های مختلفی هم برای هر کدام از ترانه‌های این آلبوم با انریکه همکاری داشتند. یکی از ترانه‌های این آلبوم می‌دانی؟ (ترانه پینگ پونگ) نام دارد که به آن «ترانهٔ پینگ پنگ» هم می‌گویند. دلیل این نام‌گذاری هم به خاطر شروع خاص و منحصر به فرد این آهنگ است، صدای ضربه‌های توپ پینگ پنگ روی میز!
به عنوان یک آرتیست انریکه همیشه سعی می‌کرد تا صداهای جدیدی را امتحان کند اما این کار همیشه جواب نمی‌داد.
هرچند که آلبوم‌های شاید، ۷ و بی‌خواب نتوانستند آلبوم شمارهٔ یکِ آمریکا بشوند. اما در کشورهای دیگر موفقیت‌های بسیاری کسب کردند.
به گفتهٔ دوست صمیمی انریکه: «انریکه یه خوانندهٔ جهانیه اگه آهنگش توی آمریکا موفق نشه دلیل نمیشه که توی اروپا یا آسیا موفق نباشه. نود درصد امکان داره اهنگاش یه جایی نامبروان بشه.»
به گفتهٔ مدیر برنامه‌های او: «اینم بخشی از فراینده اگه میخوای به جلو حرکت کنی باید ریسک کنی. انریکه راه‌های زیادی رو امتحان کرد اگه این ریسک‌ها رو نمی‌کرد هیچ وقت به اینجا نمی‌رسید. همه چی بستگی به آهنگ داره واین یه پروسهٔ خیلی پیچیده س و انریکه کاملاً میدونه که قیافه و جذابیت و هر چیزی که به انریکه نسبت میدن بدون آهنگ هیت هیچ اهمیتی نداره»

## رابطهٔ گرم با هواداران

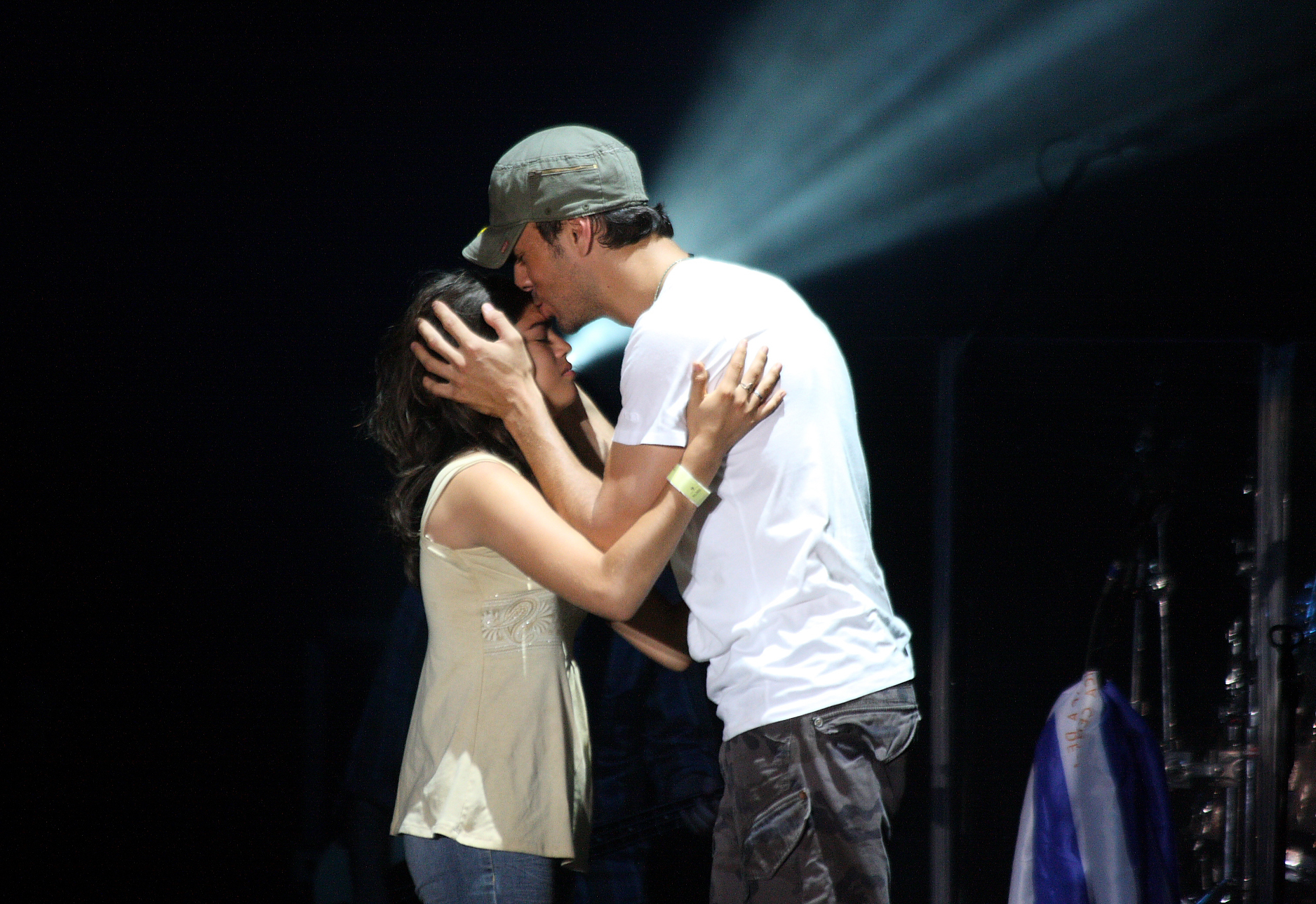
انریکه ایگلسیاس با هوادارانش بسیار گرم می‌گیرد

اولین اجرای انریکه جلوی ۱۸ هزار نفر را می‌توان اولین و بزرگ‌ترین تجربهٔ انریکه دانست. انبوه جمعیت در اجرای اولش به او یاد داد چگونه با هوادارانش ارتباط برقرار کند. او رابطه‌ای نزدیک با فن‌ها برقرار کرد تا اینگونه خودش را در حرفهٔ کاریش ثابت کند ارتباط برقرار کردن با هوادارانش زمان زیادی برد، چیزی که اولین بار برای انریکه دشوار بود بعدها برای انریکه غریزه شد به طوری که خاص کردنِ طرفداراش به یکی از مهم‌ترین بخش‌های اجراهایش تبدیل شد.

## انریکه برمی‌خیزد
انریکهٔ تصمیم گرفت که آهنگ شماره یکِ دیگری بسازد با نام «خوشم میاد». انریکه بعد از نوشتن آهنگ بلافاصله به کمپانی ضبط گفت که این از آن آهنگ هاییست که حس خوبی به آن دارد ولی متأسفانه کمپانی ضبط تحت تأثیر قرار نگرفت و این آهنگ به مدت دو سال و نیم بدون اینکه ضبط بشود داشت خاک می‌خورد. در سال ۲۰۱۰ انریکه با تی.آی. (رپر آمریکایی) ملاقات کرد و تصمیم گرفت این آهنگ را با او ضبط کند ولی او با کمپانی ضبط دیگری قرارداد داشت و با هم به توافق نرسیدند. تا اینکه یکی از دوستان قدیمی و صمیمی (دوستان دوران دبیرستان) انریکه که اتفاقاً همشهری هم بودند، پیت‌بول ملاقات کرد و سر آهنگ به توافق رسیدند. پیت‌بول به اتاقک ضبط صدا رفت و وکال خود را ضبط کرد و این گونه رابطهٔ آن‌ها شکل گرفت. انریکه خیلی به آهنگ ایمان داشت و باور داشت که مردم هم به اندازهٔ او از آهنگ خوششان خواهد آمد تا جایی که می‌خواست کمپانی ضبط را برایش عوض کند و این کار را هم کرد.
تا اینکه در ماه مه سال ۲۰۱۰ این آهنگ در جدول ۱۰۰ آهنگ برتر بیلبورد شمارهٔ ۴ شد. این آهنگ سریعاً به آهنگ داغ تابستان تبدیل شد.
انریکه در آن سال اولین آلبوم دو زبانهٔ خودش و همین‌طور نهمین آلبوم استودیویی خودش را با نام سرخوشی به معنای سرخوشی منتشر کرد.
این آلبوم در جدول برترین آلبوم‌های بیلبورد به مقام دهم رسید و مجموع فروش آلبوم به همراه ترانه‌هایش حدود ۲۰ میلیون در جهان به فروش رفت.
دومین تک‌آهنگ آلبوم سرخوشی به اسم «امشب» آهنگ هیتِ دیگری بود. این آهنگ هم در جدول ۱۰۰ آهنگ برتر بیلبورد به رتبهٔ ۴ رسید؛ و همین‌طور دو آهنگ اسپانیایی زبان این آلبوم به رتبهٔ اول به برترین آهنگ‌های لاتین جدول بیلبورد رسیدند.
انریکه با آلبوم سرخوشی باز هم به اوج خودش بازگشت.
انریکه باز هم دل به جاده‌ها زد و هم با جنیفر لوپز و هم به تنهایی به انجام تور مشغول شد. بعد از آن مدت انریکه با آرتیست‌های زیادی کار می‌کرد و به استودیو می‌رفت و روی ضبط آهنگ‌هایش کار می‌کرد و مشغول کار بر روی آلبوم جدید خودش بود.

## آلبوم سکس و عشق

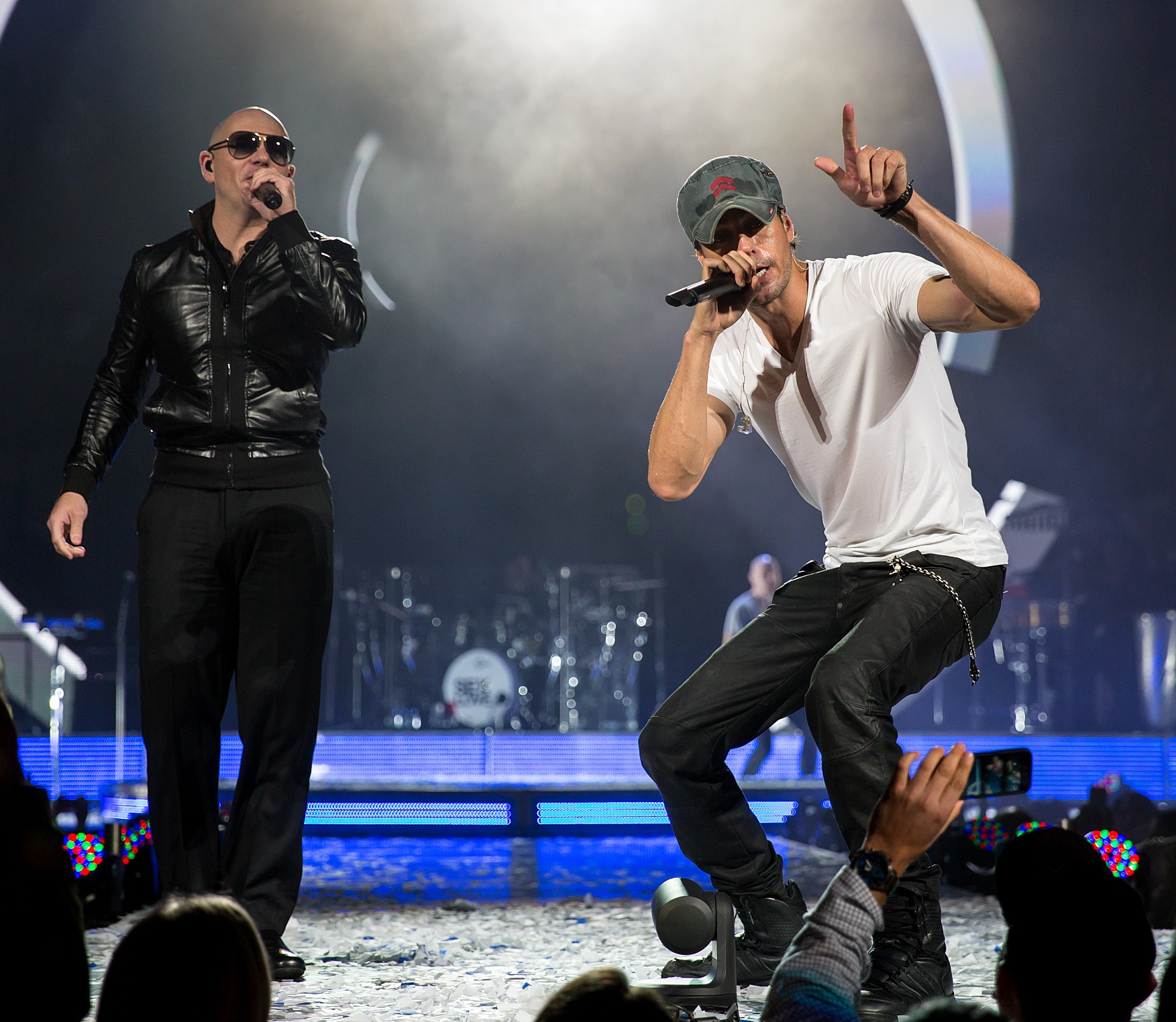
انریکه ایگلسیاس در حال اجرا با پیت‌بول، ۲۰۱۵

در ماه مارسِ ۲۰۱۴ انریکه دهمین آلبوم استودیویی و دومین آلبوم دو زبانهٔ خودش را به نام سکس و عشق رو منتشر کرد.
مخلوطی از آهنگ‌هایی با سبک‌ها، زبان‌ها و صداهای مختلف که همه یک پیام را می‌رساندند. به عقیدهٔ خود انریکه: "عشق و هوس به همهٔ ما مربوط میشه
هر دینی، هر سنی، هر ملیتی که داشته باشی این دو کلمه تنها کلماتی هستن که الهام بخش موسیقی ان عشق همیشه هست هوس رانی هم همیشه هست اما جالب اینجاست که میتونن خیالی باشن واقعی باشن، صادقانه باشن، سخت باشن و به یک حالتی در زندگی انسان تأثیر می‌گذارند."
این آلبوم در جدول بهترین آلبوم‌های مجلهٔ بیلبورد در جایگاه هفتم قرار گرفت و انریکه برای این آلبوم تک‌آهنگ‌های «حملهٔ قلبی» و احساسی که بهم می‌ده رو دوست دارم منتشر کرد. اما آهنگ «رقص» اولین تک‌آهنگ آلبوم انریکه بود که به صدر جدول‌ها رسید و به ۲۵مین آهنگ شماره یک انریکه تبدیل شد. این آهنگ باعث شد که انریکه در همان سال ۳ جایزهٔ لاتین گرمی را از آن خودش کرد و ۴۱ هفته در صدر چارت لاتین بیلبورد قرار گرفت و لقب پُردوام‌ترین آهنگ نامبروان لاتین را از آن خودش کرد. هم‌اکنون موزیک ویدئوی این آهنگ با بیش از یک میلیارد بازدید جزو پر بازدیدترین ویدئوهای شبکهٔ یوتیوب قرار دارد و توانسته رتبهٔ اول در پربیننده‌ترین ویدئوهای لاتین در این شبکه باشد. این آهنگ یکی دیگر از لحظات مهم و تأثیرگذار در حرفهٔ کاری خارق‌العادهٔ انریکه بود.

## در عرصه‌های دیگر
البته انریکه به جز دنیای موسیقی سرکی هم به دنیای فیلم و سینما یا بهتر است بگوییم هالیوود کشیده‌است. سال ۲۰۰۳ او در فیلم «روزی روزگاری در مکزیک» به همراه آنتونیو باندراس، جانی دپ و سلما هایک روی پردهٔ سینما ظاهر شد؛ و همین‌طور ایگلسیاس در قسمت مورخ ۷ مه ۲۰۰۷ «دو مرد و نصفی» با نقش یک تعمیرکار بنام «فرناندو» ظاهر شد؛ و همین‌طور در دو قسمت از سریال کمدی آشنایی با مادر بازی کرده‌است.
تجربه کردن دنیاهای دیگر ظاهراً به مذاق انریکه حسابی خوش می‌آید، حالا این دنیا می‌تواند زمین سبز و پرهیجان فوتبال هم باشد. البته قرار نیست که این خوانندهٔ جوان را در لباس بازیکن‌های فوتبال ببینیم، چون انریکه هر چه قدر هم خوش صدا باشد و خوش تیپ با این حال در پاس کاری یا پنالتی زدن قطعاً به پای بازیکنان تازه‌نفس و پر انگیزه‌ای که از ماه‌ها قبل خودشان را برای بازی‌های جام ملت‌های اروپا آماده کرده‌اند، نخواهد رسید. در عوض او با ترانه صدام رو می‌شنوی؟ که ترانهٔ رسمی یوفا برای بازی‌های سال ۲۰۰۸ به‌شمار می‌آید، در روز ۲۹ ژوئن، زمان اختتامیهٔ بازی‌ها در وین برای اجرای آن آهنگ در استادیوم بر روی زمین چمن قدم گذاشت.
او چند بار در رسانه‌ها به‌صورت مهمان خود را نشان داده‌است. او در برنامهٔ تلویزیونی «شوی اپرا» اپرا وینفری مهمان بوده که با غافل‌گیری یکی از طرفداران خود، همهٔ روز را با او گذراند. همچنین در پریمیوس یووتنود نیز حضور پیدا کرده و مهمان موسیقی آخرین پخش شوی تلویزیونی دیگو مارادونا در آرژانتین بوده‌است.
او در چندین آگهی تبلیغاتی برای عطر تامی هایلفیگر به نام True Star Man (ستارهٔ حقیقی) ظاهر شده‌است که آن را تصدیق می‌کند در حال پخش آهنگ زمینهٔ «Ring My Bell» (خاطراتم را احیا کن) که یکی از ترانه‌های هشتمین آلبوم او می‌باشد. هم چنین در سری آخر Extreme Makeover:Home Edition (بازسازی شدید: ویرایش خانگی) با خواندن ترانه‌ای به نام «اون یه نفر منم» باز از آخرین آلبومش حضور داشته‌است.
اخیراً در کنسرت‌های یکبارهٔ خود در ایتالیا، اروگوئه و اسرائیل هم چنین در جشنی از شبکه تلویزیونی ام‌تی‌وی در بندر مالاگا در جنوب اسپانیا همراه با پائولینا روبیو زنده خوانده‌است و سری کنسرت‌های خود را در ایالات متحده اتمام کرده‌است. «تور برای طرفداران» او شامل مجموعهٔ بسیاری از آهنگ‌های قدیمی‌تر وی و نیز ترانه‌های تازهٔ او در انگلیسی و اسپانیایی بود.
نخستین تک‌آهنگ از هشتمین آلبوم او بی‌خواب به نام «می‌دانی؟ (ترانه پینگ پونگ)» منتشر شده در ۱۲ ژوئن ۲۰۰۷ اولین بار در رادیوی رایان سیکرست KIS-FM در ۱۰ آوریل ۲۰۰۷ پخش گردید. همچنین در کنسرت لایو ایرث، German leg در هامبورگ در ۱۵ مه ۲۰۰۷ اجرا داشته‌است. انریکه ترانهٔ «می‌دانی؟ (ترانه پینگ پونگ)» و «قهرمان» را در نوار زندهٔ سری تلویزیونی آمریکایی رقص با ستارگان خوانده‌است.

## زندگی شخصی
او از سال ۲۰۰۱ با آنا کورنیکوا ستارهٔ تنیس اهل روسیه در رابطه است. این زوج صاحب دو فرزند به نام‌های نیکولاس و لوسی هستند و در ۳۰ ژانویه ۲۰۲۰ صاحب سومین فرزند خود به نام ماری شدند.
آنها یک بار در سال ۲۰۰۳ به خاطر موزیک ویدئوی آهنگ معتاد انریکه از هم جدا شده ولی دوباره به زندگی با هم ادامه دادند.
در سال ۲۰۰۳، ایگلسیاس با اشاره به نگرانی‌هایی در مورد سرطان، اقدام به عمل جراحی برای برداشتن یک خال از سمت راست صورت خود کرد.

## آلبوم‌ها

### آلبوم‌های استودیویی
- Enrique Iglesias (انریکه ایگلسیاس) (۱۹۹۵)
- Vivir (زیستن) (۱۹۹۷)
- Cosas del Amor (چیزهایی از عشق) (۱۹۹۸)
- Enrique (انریکه) (۱۹۹۹)
- Escape (گریز) (۲۰۰۱)
- Quizas (شاید) (۲۰۰۲)
- Seven (۷) (۲۰۰۳)
- Insomniac (بی‌خواب) (۲۰۰۷)
- Euphoria (سرخوشی) (۲۰۱۰)
- Sex and Love (سکس و عشق) (۲۰۱۴)
- Final (Vol. 1) (نهایی) (۲۰۲۱)
- Final (Vol. 2) (نهایی) (۲۰۲۴)

### آلبوم‌های گردآوری‌شده
- Remixes (ریمیکس‌ها) (۱۹۹۸)
- Bailamos: Greatest Hits (بایلاموس: بهترین‌ها) (۱۹۹۹)
- The Best Hits (بهترین‌ها) (۱۹۹۹)
- 15 Kilates Musicales (پانزده قیراط موسیقی) (۲۰۰۱)
- ۹۵/۰۸ Éxitos (موفقیت ۹۵/۰۸) (۲۰۰۸)
- Greatest Hits (بهترین‌ها) (۲۰۰۸)

## جوایز
- ۲۳ جایزهٔ جشنوارهٔ موسیقی بیلبورد[نیازمند منبع]
- ۳۶ جایزهٔ مراسم موسیقی بیلبورد لاتین
- ۱۰ جایزهٔ مراسم موسیقی جهان
- ۶ جایزهٔ مراسم موسیقی آمریکا
- ۱ جایزهٔ مراسم موسیقی گرمی
- ۴ جایزهٔ مراسم موسیقی لاتین گرمی
- ۶ جایزهٔ مراسم موسیقی ام‌تی‌وی
- ۱۹ جایزهٔ Premios Lo Nuestro
- ۱۵ جایزهٔ Premios Juventud

انریکه ایگلسیاس بیش از ۲۰۰ جایزه برنده شده‌است.